# Baignolet
Baignolet est une ancienne commune française située dans le département d'Eure-et-Loir en région Centre-Val de Loire, devenue le 1er janvier 2016 une commune déléguée au sein de la commune nouvelle d'Éole-en-Beauce.

## Géographie

### Situation

Situation géographique
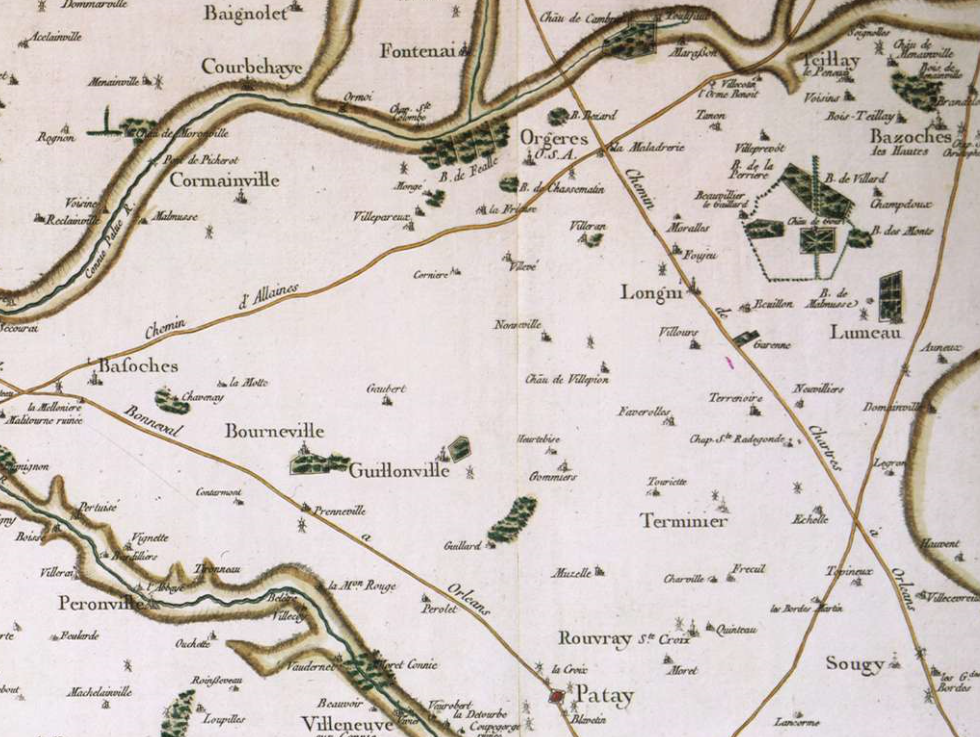
Extrait de la carte de Cassini, 1757.
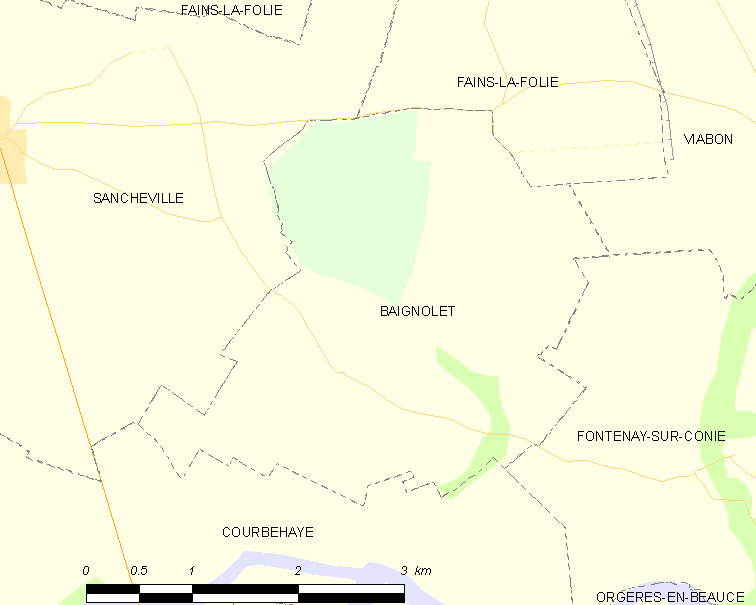
Carte de la commune de Baignolet, 2012.

### Communes limitrophes
|             | Fains-la-Folie | Viabon             |
| Sancheville | Baignolet      | Fontenay-sur-Conie |
|             | Courbehaye     |                    |

## Toponymie
Baignolet est attesté en sous les formes latine Basnoletum; Baignoletum en 1122 ; Banoletum en 1203.
Ce toponyme peut être rapproché du latin médiéval Balnearium signifiant "baignoire", et de la racine latine Baln- rappelant le bain, les eaux ; racine que l'on retrouve toujours avec le mot français Balnéaire.

## Histoire
Situé près de la ferme de Bouard, un important terrain d'aviation s'y trouve, avant la guerre, associé aux activités aériennes militaires de la base aérienne de Chartres

## Politique et administration

### Liste des maires
| Période                                  | Période          | Identité     | Étiquette | Qualité              |
| ---------------------------------------- | ---------------- | ------------ | --------- | -------------------- |
| 1908                                     | 1925             | Paul Foiret  |           |                      |
| avant 1995                               | 31 décembre 2015 | Marc Vinchon | SE        | Agriculteur retraité |
| Les données manquantes sont à compléter. |                  |              |           |                      |

## Population et société

### Démographie
L'évolution du nombre d'habitants est connue à travers les recensements de la population effectués dans la commune depuis 1793. À partir du 1er janvier 2009, les populations légales des communes sont publiées annuellement dans le cadre d'un recensement qui repose désormais sur une collecte d'information annuelle, concernant successivement tous les territoires communaux au cours d'une période de cinq ans. 
Pour les communes de moins de 10 000 habitants, une enquête de recensement portant sur toute la population est réalisée tous les cinq ans, les populations légales des années intermédiaires étant quant à elles estimées par interpolation ou extrapolation. Pour la commune, le premier recensement exhaustif entrant dans le cadre du nouveau dispositif a été réalisé en 2007,.
En 2013, la commune comptait 128 habitants, en évolution de −0,78 % par rapport à 2008 (Eure-et-Loir : +1,94 %, France hors Mayotte : +2,49 %).
| 1793 | 1800 | 1806 | 1821 | 1831 | 1836 | 1841 | 1846 | 1851 |
| ---- | ---- | ---- | ---- | ---- | ---- | ---- | ---- | ---- |
| 259  | 285  | 250  | 306  | 319  | 293  | 318  | 290  | 307  |

| 1856 | 1861 | 1866 | 1872 | 1876 | 1881 | 1886 | 1891 | 1896 |
| ---- | ---- | ---- | ---- | ---- | ---- | ---- | ---- | ---- |
| 298  | 304  | 295  | 281  | 291  | 329  | 314  | 349  | 302  |

| 1901 | 1906 | 1911 | 1921 | 1926 | 1931 | 1936 | 1946 | 1954 |
| ---- | ---- | ---- | ---- | ---- | ---- | ---- | ---- | ---- |
| 325  | 292  | 291  | 237  | 238  | 218  | 211  | 186  | 159  |

| 1962 | 1968 | 1975 | 1982 | 1990 | 1999 | 2007 | 2012 | 2013 |
| ---- | ---- | ---- | ---- | ---- | ---- | ---- | ---- | ---- |
| 141  | 148  | 110  | 102  | 104  | 115  | 129  | 130  | 128  |

## Culture locale et patrimoine

### Lieux et monuments

#### Église Saint-Sébastien
Inscrit MH (2006).
Mentionnée dès le XIe siècle, le prieuré initial dépend de l'abbaye Saint-Florentin de Bonneval. Au XVe siècle, un bas-côté est ajouté au nord de la nef. Une nouvelle restauration importante se termine en 1864.
L'église possède une particularité assez rare, des fonts baptismaux externes avec un bénitier.

L'église Saint-Sébastien
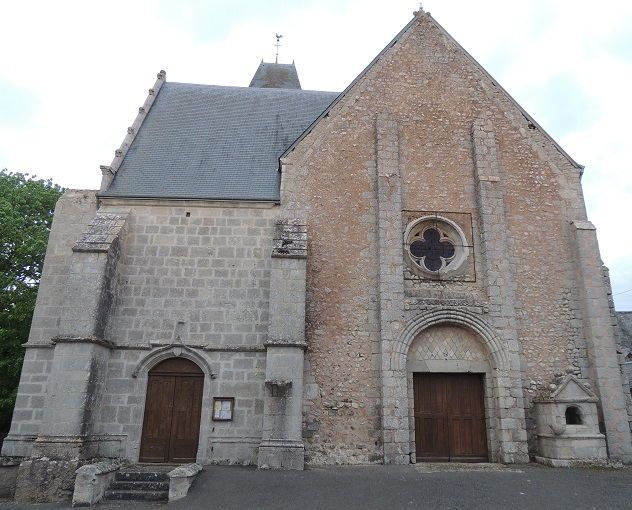
La façade ouest.
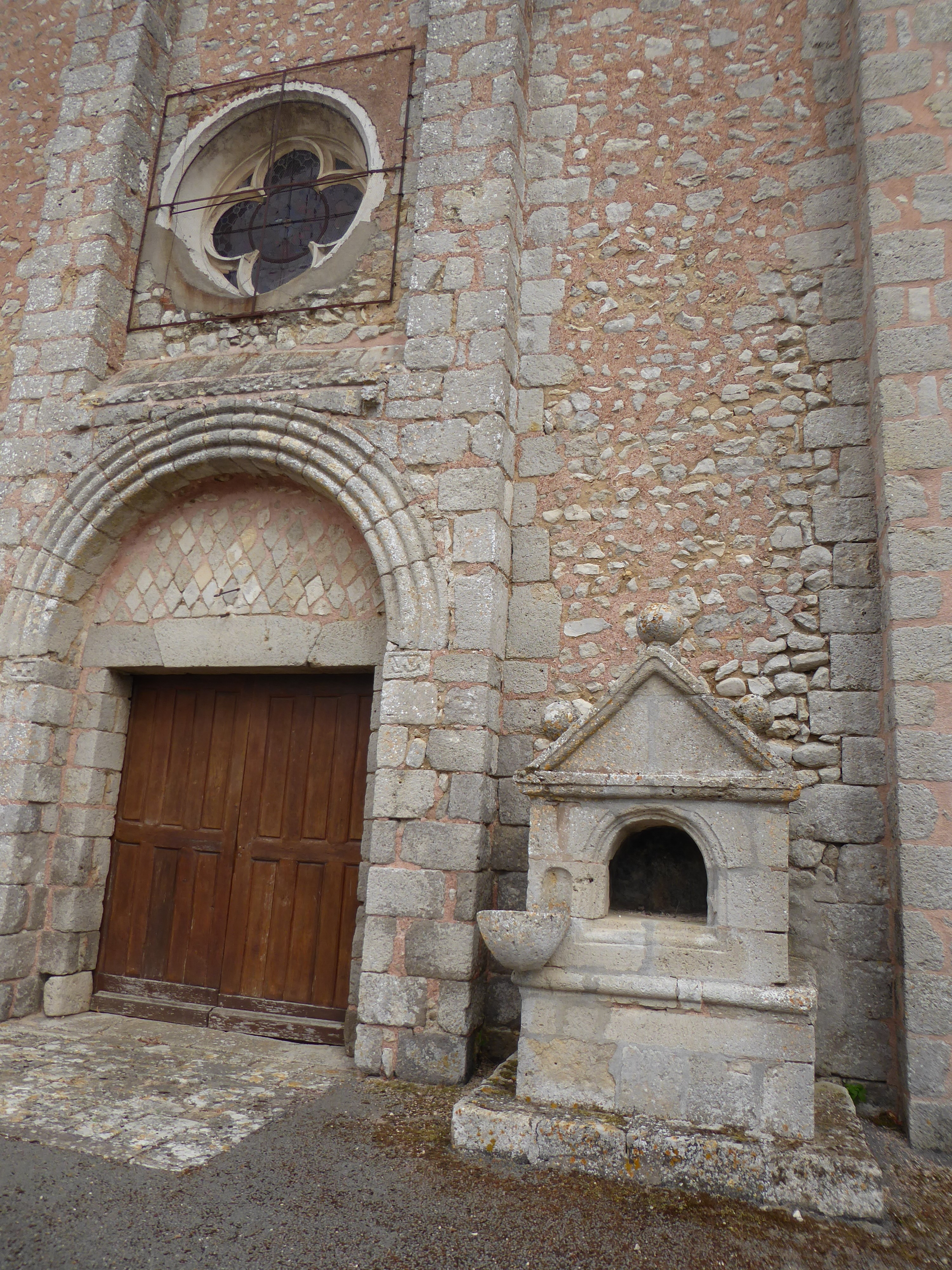
Entrée de la nef.
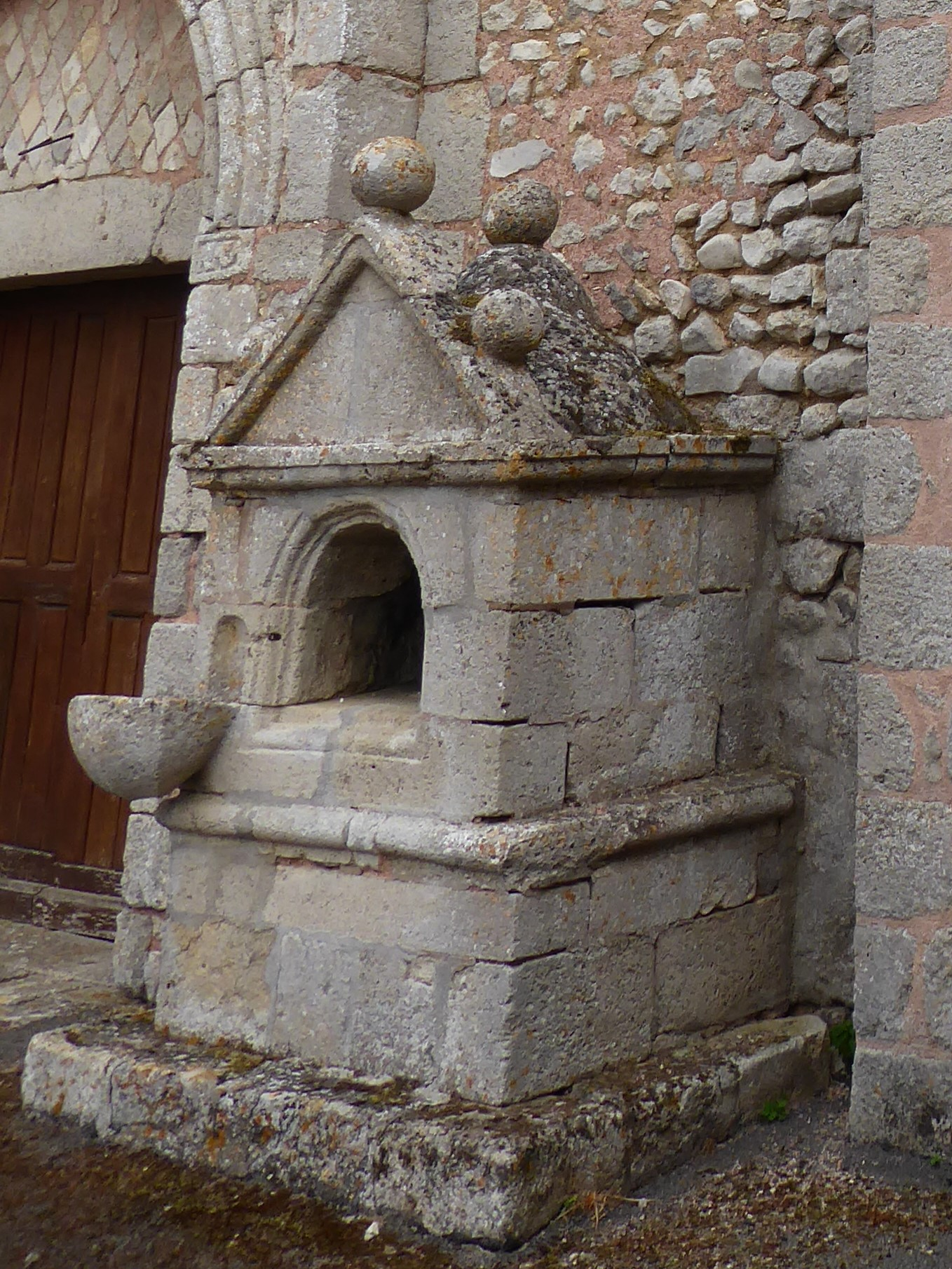
Les fonts baptismaux extérieurs.
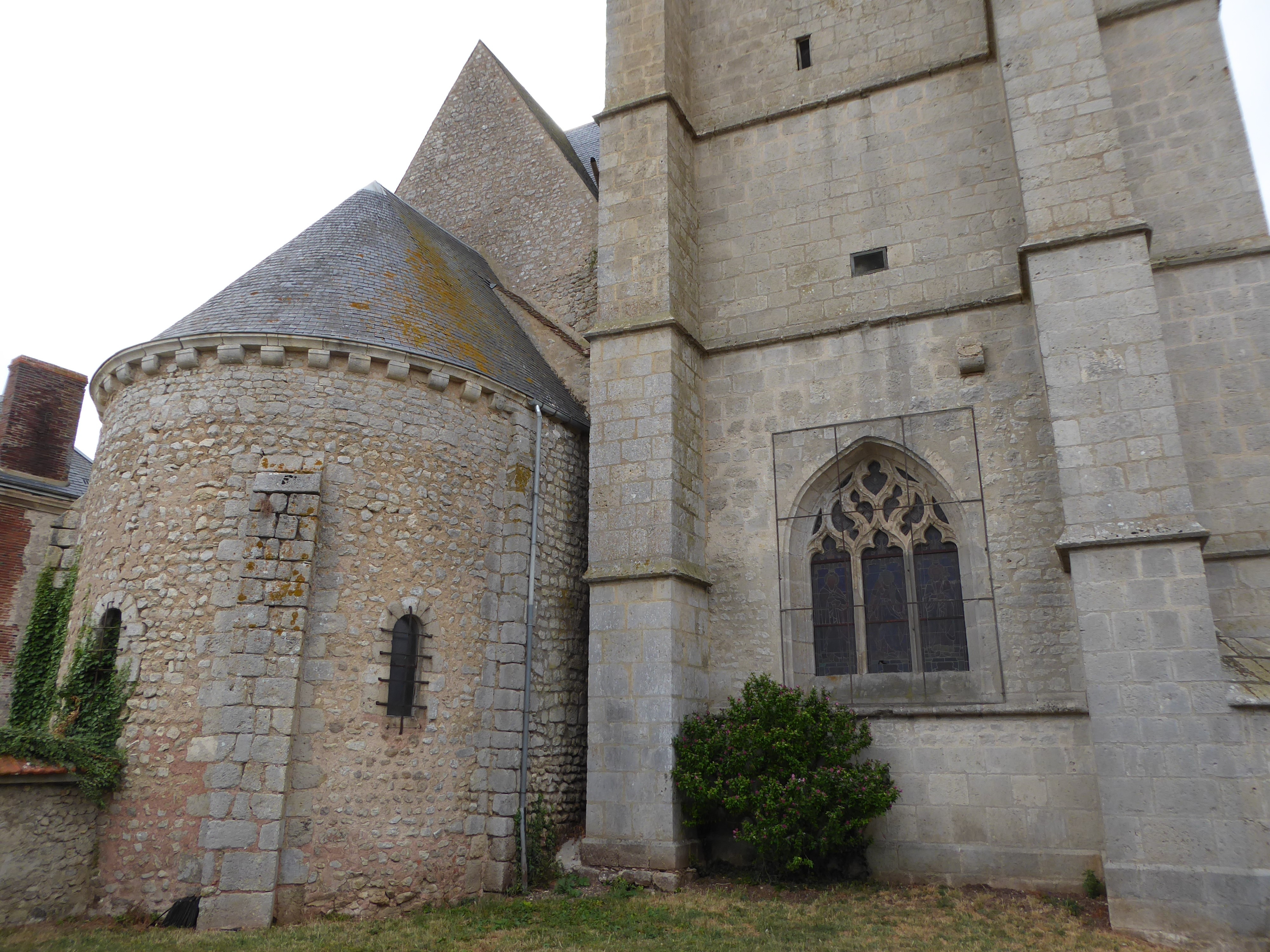
L'abside romane.

#### Moulin
Le moulin de Baignolet a été détruit à la suite d'un incendie.

Lieux et monuments
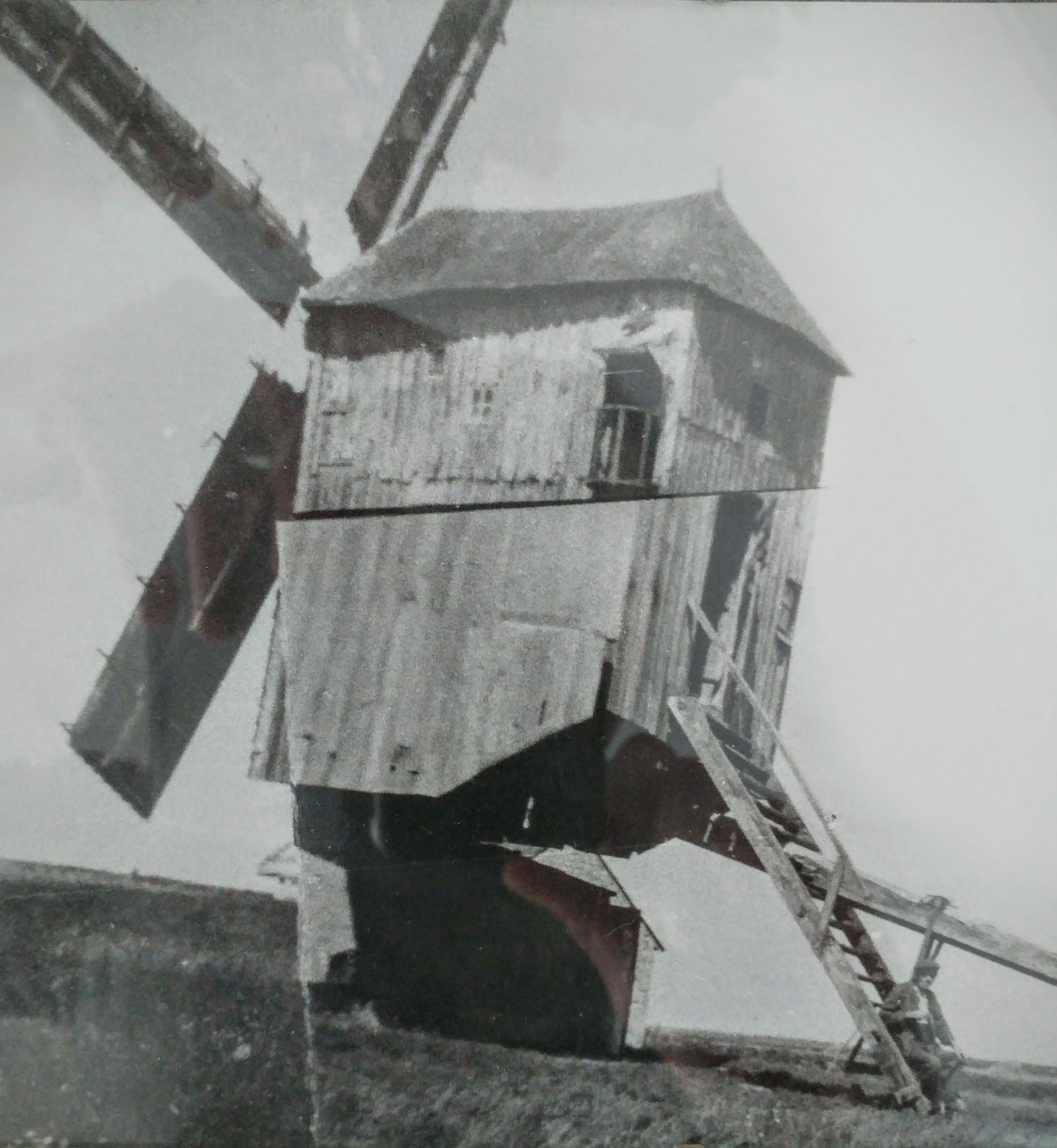
L'ancien moulin de Baignolet.
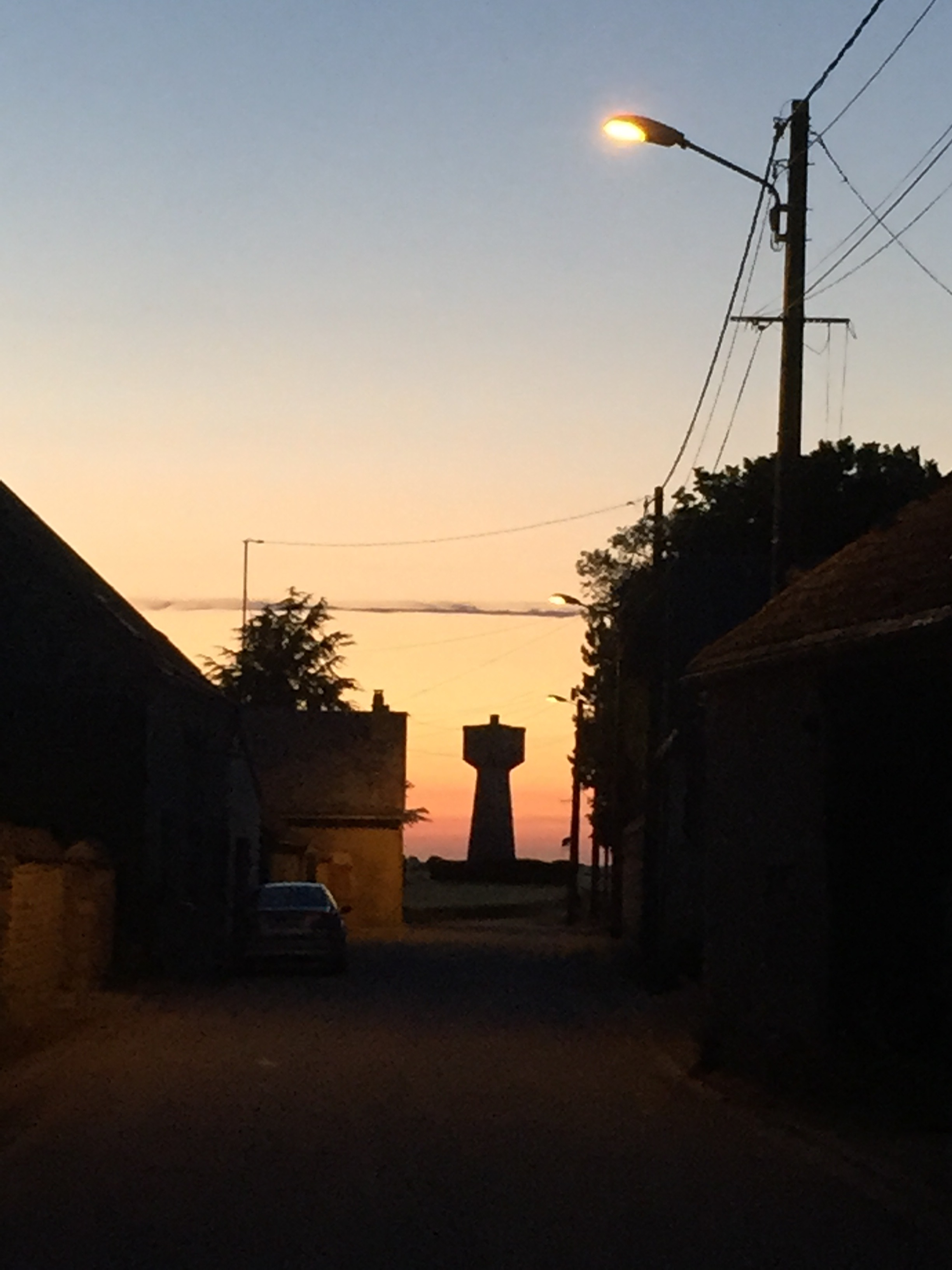
La rue du château d'eau, un soir de l'été 2015.

### Personnalités liées à la commune
- Paul Foiret (1875-1952), maire de Baignolet de 1908 à 1925, puis conseiller municipal de Tréon, chevalier du Mérite agricole (22 août 1911), puis officier (12 juin 1925)[réf. nécessaire][Note 2].